# Napier Shaw
William Napier Shaw FRS (4 de marzo de 1854 – 23 de marzo de 1945) fue un meteorólogo británico. Introdujo el tefigrama, un diagrama para evaluar instabilidades convectivas en la atmósfera. También fue presidente de la Organización Meteorológica Internacional y la Real Sociedad Meteorológica.

## Biografía
Shaw nació en 84 Vyse Calle en Birmingham. Era hijo de Charles Thomas Shaw, un joyero y orfebre, y de su mujer, Kezia Lauden. Fue educado en la escuela King Edward de Birmingham.
Continuó sus estudios en la Universidad de Cambridge, graduándose de MA en 1876, y posteriormente en la Universidad de Berlín.
Regresó a Gran Bretaña, empezando a trabajar como profesor de física en los Laboratorios Cavendish de la Universidad Cambridge en 1879. En 1887 empezó a dar clases de Física Experimental y en 1898 se convirtió en Director Adjunto de los Laboratorios Cavendish. 
En 1891 fue elegido socio de la Sociedad Real. En 1900 se convirtió en Secretario del Consejo Meteorológico. De 1905 a 1907 fue director de la Oficina Meteorológica. En 1907 fue nombrado el primer Profesor de Meteorología en la Universidad Imperial de Londres. Fue uno de los intelectuales británicos que se opusieron a la adopción del horario de verano en el Reino Unido en 1907.
En 1911 fue nombrado Presidente del Comité Meteorológico Internacional, antecesor de la Organización Meteorológica Mundial. En 1915, desarrolló el tefigrama. Fue creado caballero por el rey Jorge V ese mismo año.
Fue también presidente de la Sociedad Meteorológica Real en 1918/19. En 1933 fue elegido miembro honorario de la Sociedad Real de Edimburgo.
Shaw también estudió la contaminación del aire, siendo de los primeros en analizar el smog y su efecto en la salud.
Shaw se retiró en 1924 a los setenta años. Murió en Londres a los noventaiuno.

## Familia
En 1885 se casó con Sarah Jane Dugdale Harland (f.1923). No tuvieron ningún hijo.

## Publicaciones
- Practical Physics (1893)
- Forecasting Weather (1911)
- Articles on "Dew", "Fog","Squall" and "Sunshine" in Encyclopaedia Britannica (1911)
- The Smoke Problem of Great Cities (1925)
- Manual of Meteorology (1926) plus several later editions

## Honores y premios
- 1910: esté otorgado el Symons Medalla de Oro de la Sociedad Meteorológica Real
- 1923: esté otorgado una Medalla Real por la Sociedad Real.
- 1924: sea un Hablante Invitado del ICM en Toronto.[6]